# Markus Böggemann
Markus Böggemann (* 1969) ist ein deutscher Musikwissenschaftler und Hochschullehrer.

## Leben
Er studierte Schulmusik, Musikwissenschaft, Geschichte und Philosophie. Von 1999 bis 2005 war er wissenschaftlicher Mitarbeiter an der Universität der Künste Berlin. Nach der Promotion 2006 war er von 2010 bis 2022 Professor für Historische Musikwissenschaft in Kassel.
Seit 2022 ist er Professor für Musikwissenschaft mit Schwerpunkt Analyse am Institut für Musikwissenschaft und Interpretationsforschung der Universität für Musik und Darstellende Kunst in Wien (mdw).

## Schriften (Auswahl)
- Gesichte und Geschichte. Arnold Schönbergs musikalischer Expressionismus zwischen avantgardistischer Kunstprogrammatik und Historismusproblem. Wien 2007, ISBN 978-3-85151-077-5.
- mit Dietmar Schenk (Hg.): „Wohin geht der Flug? Zur Jugend“. Franz Schreker und seine Schüler in Berlin. Hildesheim 2009, ISBN 978-3-487-14214-2.

| Personendaten    | Personendaten                                      |
| ---------------- | -------------------------------------------------- |
| NAME             | Böggemann, Markus                                  |
| KURZBESCHREIBUNG | deutscher Musikwissenschaftler und Hochschullehrer |
| GEBURTSDATUM     | 1969                                               |